# Астерос
Группа «Астерос» — российская компания, специализирующаяся на реализации комплексных проектов в сфере построения инженерной, ИТ-инфраструктуры и систем безопасности объектов, предоставления услуг консалтинга, внедрения бизнес-приложений и ИТ-аутсорсинга. «Астерос» — лидер в создании инженерной инфраструктуры и систем физической безопасности (CNews Analytics, 2016), последние три года занимает лидирующую позицию в области создания систем безопасности зданий и сооружений в России (CNews Analytics, 2017, 2016, 2015).
В группе работает более 1600 специалистов (2016 год). Совокупная выручка группы в 2016 финансовом году составила около 21,4 млрд рублей.
Центральный офис «Астерос» расположен в Москве, региональные офисы и представительства — в Самаре и Астане.

## История
В 1998 г. шестеро сотрудников компании CSS (Computer Support Services) объединили свои усилия и создали компанию «Би-Эй-Си». Основное направление деятельности компании в первые годы — поставка комплексных решений в области офисной автоматизации. Подписаны первые партнёрские соглашения с производителями программного и аппаратного обеспечения — Compaq, Microsoft, Cisco, Avaya. По итогам первых 4 лет работы клиентская база «Би-Эй-Си» насчитывает 150 компаний.

### 2002—2005
Компания меняет своё позиционирование как поставщика компьютерной техники и ориентируется на комплексные ИТ-проекты, выделяя новые направления:
- внедрение бизнес-приложений
- поставка телекоммуникационных решений
- построение корпоративных информационных систем
- создание инженерно-технических решений
- ИТ-сервис и аутсорсинг

Заключены партнёрские соглашения с IBM, Oracle, Hitachi Data Systems, APC, Remedy, Citrix, Xerox, Nortel. Численность команды «Би-Эй-Си» выросла до 280 сотрудников. Оборот компании по результатам 2005 года достиг $66 млн.

### 2006—2007
Международный инвестиционный фонд Detroit Investment стал акционером «Би-Эй-Си», купив 25 % акций компании за $10 млн, таким образом оценив всю компанию в $40 млн. Компания выходит на рынок стран СНГ — открывает представительство в Астане (Республика Казахстан), а также приобретает долю в уставном капитале украинского системного интегратора «Диалог-Киев».
Заключено соглашение об эксклюзивном партнёрстве с компанией SITA, специализирующейся на разработке и внедрении ИТ в области гражданской авиации. Расширяется портфель кросс-индустриальных решений, в котором появляются продукты от VMware и Infowatch.
Штат компании насчитывает 640 сотрудников.

### 2008
В структуре компании выделяются департаменты, ориентированные на развитие бизнеса компании в следующих отраслях:
- энергетика
- финансовый и страховой сектор
- телекоммуникации
- транспорт и авиация
- государственный сектор
- департамент промышленности
- нефть и газ
- недвижимость и строительство

Поглощена компания «Аверта» — поставщик решений в области электронного документооборота. Открывается региональное представительство в Краснодаре.
Создана группа «Астерос» на основе компании «Би-Эй-Си», в структуру группы вошли компании «Диалог-Киев», «Аверта» и «КАБЕСТ».

### 2009
В связи с ростом бизнеса пост президента «Астерос» занял Михаил Эренбург. Юрий Бяков, возглавлявший бизнес с 2004 года, перешёл на должность вице-президента по работе со стратегическими клиентами. В декабре 2009 года IFC вошла в акционерный капитал группы «Астерос», выкупив 2,5 % акций за $2,5 млн. Таким образом, общая стоимость компании была оценена в 2,5 раза выше относительно 2006 г. — в $100 млн. Кроме того, IFC предоставила долгосрочный заём общим объёмом $20 млн.
Данная сделка стала первой для IFC в ИТ-индустрии в Восточной Европе после кризиса в 2008 году и одной из крупнейших в российском ИКТ-секторе.
«Астерос» выводит на рынок ряд собственное интеграционное решение для клиентских служб и контакт-центров «Астерос Контакт».
По оценкам CNews «Астерос» входит в Топ5 ведущих компаний в сегменте системной интеграции российского рынка ИТ-услуг.
В рейтинге CNews компания занимает 1-е место в номинации «ИТ в авиации».

### 2010
Открыт филиал в Новосибирске. Инвестиции в открытие сибирского филиала составили более 15 млн рублей. По прогнозам, совокупная выручка филиала в 2015 году должна составить 1,18 млрд рублей. В настоящее время на территории Сибири работает более 200 сотрудников «Астерос».
В октябре объявлено о получении кредита в размере 500 млн рублей. Кредитная линия будет направлена на развитие бизнеса компании, в том числе на финансирование проектов клиентов. Кредит в размере 500 млн рублей предоставлен банком «Зенит» на срок до 1 года. Мультивалютный кредит может быть предоставлен как в долларах США, так и в рублях. Подписанию кредитного соглашения предшествовала всесторонняя оценка банком финансового состояния и кредитоспособности «Астерос». Гарантией своевременного возвращения средств служит финансовая стабильность компании и рост совокупной выручки, который по итогам кризисного 2009 года составил 10 %.
«Астерос» открывает практики внедрения бизнес-приложений SAP, Oracle и 1С, а также запускает собственный коммерческий дата-центр.
Компания «Астерос» объявлена победителем международного конкурса «Partner of the Year» (2010), Microsoft, проводимого компанией Microsoft среди своих партнёров.
По итогам 2010 финансового года, который закончился 31 марта 2011 года, бизнес «Астерос» увеличился на 36 % и достиг оборота 11,18 млрд рублей.

### 2011
В составе группы «Астерос» работают более 1400 человек.
Detroit Investment (DI) полностью вышел из капитала ИТ-компании «Астерос», продав свой пакет акций основному акционеру интегратора Юрию Бякову.
Компания «Астерос» завершила проект по развёртыванию инфраструктуры штаб-квартиры нефтяного холдинга ТНК-BP в бизнес-центре Nordstar Tower, на следующий год получивший премию PROintegration Awards 2012 в номинации «Лучшее решение для корпоративного сектора стоимостью выше 200 000 евро».
«КАБЕСТ» осуществил реконструкцию «Театра Наций», построил в здании театра современную инженерную и ИТ-инфраструктуру, системы безопасности и развернул комплекс оборудования сцены.
Компания «Астерос Лабс» стала резидентом инновационного фонда «Сколково» и получила грант в размере 90 млн рублей на разработку инновационных отраслевых приложений для обслуживания клиентов в режиме «единого окна».

### 2012
Аналитическое агентство CNews признаёт «Астерос» крупнейшим поставщиком в области комплексных проектов построения инфраструктуры зданий и сооружений.
В рамках подготовки к зимней Олимпиаде-2014 компания «КАБЕСТ» завершила создание информационно-аналитической системы «Безопасный город» в Сочи, интегрированной с системами экстренных служб, генподрядчик проекта — ОАО «МегаФон».
К саммиту АТЭС-2012 реализован комплексный проект по строительству инфраструктуры нового терминала Международного аэропорта Владивосток — аэровокзала Кневичи.
Проект по внедрению мобильного технического обслуживания оборудования Новолипецкого металлургического комбината, выполненный компанией «Астерос Консалтинг», признан лучшим в ЦФО.

### 2013
«Астерос» входит в ТОП-10 крупнейших российских компаний в области информационных и коммуникационных технологий по итогам 2012 года в рейтинге РА Эксперт.
«Астерос» завершил строительство ИТ-инфраструктуры VIP-терминала и посадочной галереи Международного аэропорта Сочи в рамках подготовка к Зимним Олимпийский играм-2014. Это позволило увеличить пропускную способность аэропорта до 3800 пассажиров в час, что соответствует требованиям Международного Олимпийского комитета.
Система формирования кредитной документации, разработанная «Астерос Консалтинг» для Сбербанка РФ, стала «Проектом года-2013» в номинации «Лучшее отраслевое решение» в категории «Банки / страхование» по версии ведущего российского портала ИТ-директоров Global CIO.
«Астерос Лабс» (входит в группу «Астерос») представляет международному рынку продукт «Астерос Контакт Авиа» для регистрации авиапассажиров любых авиакомпаний на любой стойке аэропорта. Решение сертифицировано по стандартам ARINC.

### 2014
Группа «Астерос» завершила проекты по строительству ИТ-инфраструктуры и систем безопасности прибрежного кластера Основной Олимпийской деревни Сочи и получила благодарность МВД РФ за создание периметра безопасности и антитеррористической защиты ООД Архивная копия от 26 июня 2014 на Wayback Machine.
Специалисты «Астерос» оснастили штаб-квартиру холдинга «Вертолёты России» современной ИТ- и инженерной инфраструктурой.
Проект совершенствования системы управления ИТ-ресурсами ОАО «Газпром нефть» на территории РФ признан проектом года в номинации «Лучшее отраслевое решение (ТЭК)» по мнению членов сообщества Global CIO.
Проект «Астерос» по разработке системы мониторинга инфраструктуры холдинга НЛМК получил награду Microsoft Partner Award 2014 в номинации Management, Virtualization and Server Platform среди российских партнёров.
В Международном аэропорту Шереметьево стартовал пилотный проект по экспресс-регистрации пассажиров с помощью мобильного приложения «Астерос Контакт Авиа».

### 2015

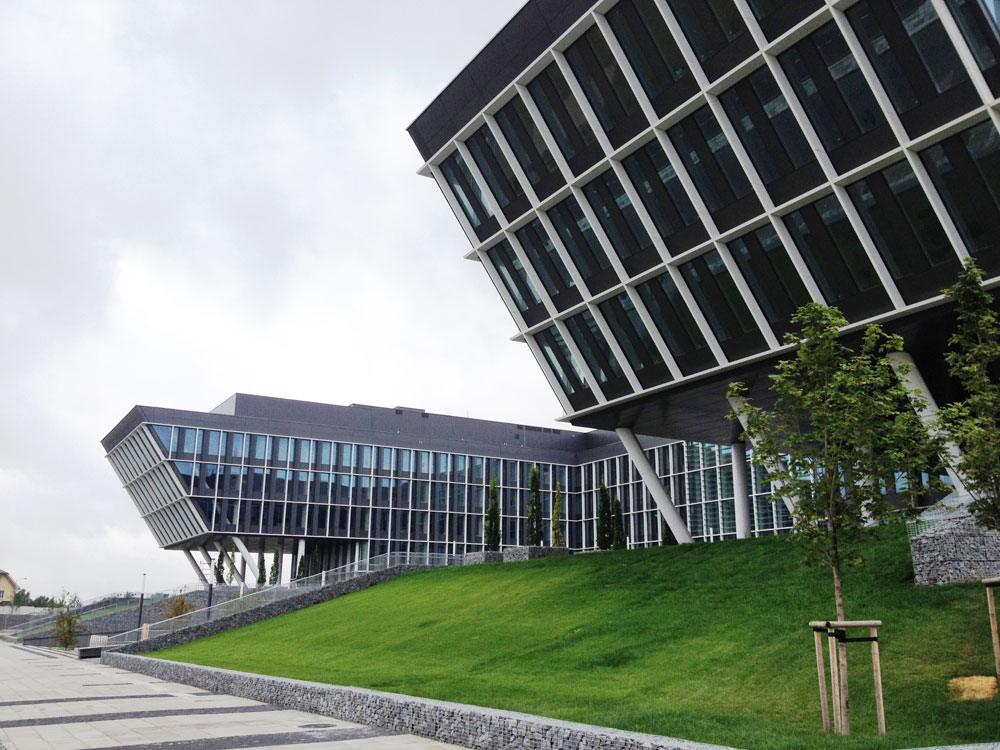
Группа «Астерос» стала резидентом офисного парка Comcity осенью 2015.

«Астерос» представил рынку новый бренд «Атринити», под которым объединились следующие бизнес-единицы группы: «Астерос Консалтинг», «Астерос Информационная безопасность», «Астерос Сервис» и «Астерос Лабс».
Группа построила инфраструктуру своей штаб-квартиры в офисном парке Comcity в Москве.
«Астерос» построил ИТ-инфраструктуру новой штаб-квартиры «Газпром экспорт» в Санкт-Петербурге, в центре которой — полностью автономная сейф-комната Lampertz с максимальной защитой.
За крупнейший по масштабам проект технической поддержки (более миллиона клиентов Сбербанка России) группа «Астерос» получила награду CNews Awards 2015 в номинации «Проект по организации технической поддержки корпоративных клиентов».
«МегаФон» и «Астерос» завершили проект по виртуализации всех колл-центров оператора на территории РФ.

### 2016
Компания АО «АСТЕРОС» выиграла конкурсы по строительству в «Лужниках» объектов, обеспечивающих безопасность во время Чемпионата мира по футболу 2018 года и выбору управляющей компании по организации реконструкции двух главных кассовых павильонов московского стадиона «Лужники».
«Астерос» стала первой компанией в России, которая получила право обеспечивать собственными ресурсами инсталляцию и поддержку решений Polycom для видео- и голосовой связи класса Telepresence. Первое коммерческое внедрение системы телеприсутствия реализовано в офисе нефтехимической компании СИБУР.
Собственный продукт «Астерос» для управления системами безопасности Securix зарегистрирован в реестре отечественного ПО Минкомсвязи. Также внесены в реестр система раскреплённой регистрации для аэропортов «Астерос Контакт Авиа» и система работы для операторов контакт-центра «Астерос Бизнес Контакт.Телеком» разработчика «Астерос Лабс».
В 2016 году реализованы и такие проекты, как:
- Проектирование и инсталляция мультимедиа-систем в московской штаб-квартире компании JTI (Japan Tobacco International) Russia[45]
- Внедрение решения для автоматизации клиентского сервиса «виртуальный оператор» в компании «МегаФон»[46]
- Проект технологической инфраструктуры для «Стадиона Калининград», создаваемой в рамках подготовки к предстоящему в 2018 году Чемпионату мира по футболу, был утверждён ФАУ «Главгосэкспертиза России»[47]

В третий раз «Астерос» становится победителем конкурса «Проект года» Global CIO за создание отказоустойчивой ИТ-платформы для фармпроизводителя «АКРИХИН».

### 2017
«Астерос» возглавил рейтинг компетентных компаний на отечественном рынке построения инженерной инфраструктуры и комплексной безопасности в России.
Континентальная хоккейная лига и группа «Астерос» заключили стратегическое партнёрство, направленное на оптимизацию процессов обеспечения безопасности на аренах, принимающих хоккейные матчи Континентальной, Молодёжной и Женской лиг.
В течение года проекты компании получили следующие награды по результатам профессионального конкурса Global CIO:
- «Проект года» в номинации «Связь и коммуникации» (внедрение системы телеприсутствия в СИБУР)[52]
- «Проект года» в номинации «Инновационные технологии в колл-центрах» (виртуальный консультант в контакт-центрах МегаФона)[53]
- «Проект года» в специальной номинации «Лучшее масштабное решение» (модернизация платформы управления ИТ-сервисами в «Газпром нефти»)[54]

Группа завершает проект по строительству периметра безопасности и «чистой зоны» на территории Олимпийского комплекса «Лужники».

### Слияния и поглощения
В декабре 2012 г. группа «Астерос» довела свою долю в компании «КАБЕСТ» до 100%.
8 февраля 2011 г. компания «КАБЕСТ» (входит в группу «Астерос») завершила приобретение 75% доли компании «Пацифика», предоставляющей услуги информационной безопасности для банков.
В марте 2008 г. компания «Би-Эй-Си» приобрела 100 % пакет акций компании «Аверта»- эксперта в области электронного документооборота.
20 сентября 2007 г. в отеле Radisson SAS было объявлено о том, что системный интегратор «Диалог-Киев» вошёл в группу компаний «Би-Эй-Си». Слияние осуществлено путём приобретения ЗАО «Би-Эй-Си» доли (25 % акций) в уставном капитале украинского СП «Диалог-Киев».

## Собственники и руководство
97,5 % акций принадлежит основателю бизнеса Юрию Бякову и топ-менеджменту группы «Астерос», 2,5 % — IFC

## Деятельность
Компания работает по следующим направлениям:
- Инженерные системы и строительство
- ИТ-инфраструктура
- Комплексные системы безопасности
- Консалтинг и ИТ-сервисы

С июня 2015 года группа «Астерос» оказывает услуги по консалтингу, управлению ИТ-сервисами, автоматизации деятельности предприятий, аутсорсингу услуг, техническому сопровождению инфраструктуры под брендом «Атринити».
Среди проектов, осуществлённых компанией:
- Мастер-план территории «ВТБ Арена парк»; комплексная система безопасности территории площадью 32 Га и всех его объектов; ИТ- и инженерная инфраструктура и системы безопасности отеля Hyatt на территории комплекса; строительство инфраструктуры административно-технического здания.[58]
- Создание периметра безопасности и «чистой зоны» на территории Олимпийского комплекса «Лужники» в целях обеспечения безопасности центрального стадиона ЧМ-2018.[55]
- Аутсорсинговый проект по сопровождению более одного миллиона пользователей систем дистанционного банковского обслуживания Сбербанка России.[59]
- Построение телекоммуникационной и ИТ-инфраструктуры Основной олимпийской деревни в Сочи к играм 2014 года.[60]
- Строительство периметра безопасности Основной олимпийской деревни в Сочи.[61]
- Создание инженерной и ИТ-инфраструктуры в офисе ВТБ — высотном здании башни «Федерация»[62]. Проектирование и строительство ИТ-инфраструктуры офиса банка ВТБ, расположенного в Москве, на Воронцовской ул.[63]
- Технологическое и инженерное оснащение международного аэропорта «Новосибирск» («Толмачево»).[64]
- Виртуализация всех колл-центров «МегаФон» на территории России[37]
- Совершенствование системы управления ИТ-сервисами ОАО «Газпром нефть» на территории РФ.[65]
- Создание ИТ-инфраструктуры и систем мультимедиа в центральном офисе «Газпром экспорта» в Санкт-Петербурге[35]
- Создание «под ключ» инфраструктуры международного аэропорта г. Сочи [66] Генеральный подряд на модернизацию четырёх аэропортов юга
- Построение ИТ-инфраструктуры и систем безопасности нового терминала Международного аэропорта Владивосток — аэровокзала «Кневичи»[20]
- Внедрение систем видеонаблюдения масштаба города в рамках реализации программы «Безопасный город» в Сочи.[67]
- Первый в России проект по автоматизации процессов формирования кредитной документации на промышленной платформе класса CCM (Customer Communication Management) для Сбербанка России.[68]
- Внедрение системы биллинга в энергосбытовых компаниях КЭС-Холдинга[69]
- Внедрение системы исходящего обзвона в компании «МегаФон»[70]
- Масштабный аутсорсинговый проект по обслуживанию ИТ-инфраструктуры «МРСК Сибири»[71] и другие проекты

## Места в независимых рейтингах
- № 1 в рейтинге «Крупнейшие поставщики услуг и решений в области комплексных систем физической безопасности» (CNews, 2017).[2]
- № 1 интегратор телекоммуникационных решений (RAEX, 2017).[72]
- № 2 в рейтинге «Крупнейшие поставщики в области комплексных проектов построения инфраструктуры зданий и сооружений» (CNews, 2017).[73]
- № 3 в рейтинге «Крупнейшие поставщики услуг и решений в области инженерной инфраструктуры и систем физической безопасности» (CNews, 2017).[74]
- № 4 в рейтинге «Крупнейшие поставщики в области комплексных проектов построения инфраструктуры ЦОД» (CNews, 2017).[75]
- № 1 в рейтинге самых компетентных компаний на отечественном рынке построения инженерной инфраструктуры и комплексной безопасности (TAdviser, 2017).[49]
- № 1 в рейтинге «Крупнейшие поставщики услуг в области инженерной инфраструктуры и систем физической безопасности» (CNews, 2016).[76]
- № 2 в рейтинге «Крупнейшие поставщики в области комплексных проектов построения инфраструктуры зданий и сооружений» (CNews, 2016).[77]
- № 1 в рейтинге «Крупнейшие поставщики в области комплексных проектов построения инфраструктуры зданий и сооружений» (CNews, 2015)[78].
- № 1 интегратор телекоммуникационных решений (RAEX, 2016).[79]
- № 1 в области услуг по информационной безопасности по оценке ведущего мирового рейтингового агентства IDC.[80]
- № 1 в рейтинге крупнейших поставщиков «ИТ для авиации 2014[81], 2013[82] и 2012» CNews.
- № 3 в рейтинге «ТОП-10 крупнейших поставщиков ИТ для транспортных компаний 2015» (CNews, 2016)[83]
- № 1 интегратор частных облаков в исследовании IDC Russia Cloud Services Market 2014-2018 Forecast and 2013 Competitive Analysis[84].
- № 1 в рейтинге крупнейших компаний в области услуг информационной безопасности (IDC, 2013)[85].
- № 3 в рейтинге системных интеграторов на рынке автоматизации энергетики в России в 2013 году (TAdviser, 2014) [86]
- № 1 в рейтинге «Крупнейшие проекты: построение ИТ-инфраструктуры 2010». Проект «Астерос» в банке «ВТБ» (CNews, 2010)[87].
- № 1 по оказанию проектных услуг для построения частного облака в исследовании IDC Russia Cloud Services Market 2013-2017 Forecast and 2012 Competitive Analysis{[88]}.
- № 5 в рейтинге «Крупнейшие поставщики в области комплексных проектов создания инфраструктуры ЦОД в России» (CNews, 2016).[76]
- ТОП-10 крупнейших компаний России в сфере защиты информации (CNews, 2015, 2014, 2013)[89].